# 国嶋一則
国嶋 一則（くにじま かずのり、1930年2月13日 - 2020年5月1日）は、日本の倫理学者。駒澤大学名誉教授。「伊吹 浄」の筆名をもつ。

## 経歴
1930年、岐阜県大垣市生まれ。愛知県立旭丘高等学校を卒業し、金沢大学法文学部に入学した。しかし、1952年に東京大学文学部倫理学科に転じ、1956年に卒業。同大学大学院に進み、金子武蔵に師事した。1959年、大学院比較文学比較文化課程に転じた。1965年、同博士課程を中退。
その後は、東京農業大学助教授に就いた。1969年より駒澤大学助教授。1970年に教授昇進。2000年に駒澤大学を定年退任し、名誉教授となった。

## 著書
- 『人間と思想 西洋思想の歴史と展開』（新世書房） 1965
- 『実存の告白 青春を生きる支えを求めて』（伊吹浄名義、公論社） 1975
- 『死生観』（公論社） 1995
- 『極東三国（シナ・朝鮮・日本）の歴史認識』（著訳、公論社） 2013

### 共編著
- 『現代英語の研究』（伊吹浄名義, 八木沢裕子, 上野田守共編著、新世書房） 1961
- 『西洋哲学史 根源知の成立と展開』（久保陽一共編、公論社） 1997

## 翻訳
- 『西欧は没落するか』（ハンス・コーン、勁草書房） 1960
- 『観念論の論駁』（G.E.ムーア、勁草書房） 1960
- 『再合同のためのキリスト教革新 公会議と再合同』（ハンス・キュンク、中村友太郎共訳、エンデルレ書店） 1964
- 『世の信ぜんために 青年たちへの手紙』（ハンス・キュンク、エンデルレ書店） 1965
- 『最後の護民官リエンチ 発見された戯曲草案』（フリードリッヒ・エンゲルス、兵頭高夫共訳、公論社） 1976
- 『ヨーロッパ反体制思想』（ビーバーシュタイン、久保陽一, 戸田洋樹共訳、公論社） 1981

### I.M.ボヘンスキー
- 『現代の思考法 分析哲学入門』（I・M・ボヘンスキー、勁草書房） 1961
- 『ディアマート 弁証法的唯物論』（I・M・ボヘンスキー、みすず書房） 1962
- 『哲学思索への道 基礎概念の入門』（I・M・ボヘンスキー、中村友太郎共訳、エンデルレ書店、ヘルデル文庫） 1963
- 『記号論理学の綱要』 第3版（I・M・ボヘンスキー、奥雅博共訳、勁草書房） 1970
- 『マルクス主義哲学 研究の方法と文献』（I・M・ボヘンスキー編、公論社） 1975